# Meanwhile, Back in Communist Russia...
Meanwhile, Back in Communist Russia... (MBICR) to pochodzący z Oksfordu (Anglia) zespół reprezentujący nurt post-rock. Charakterystycznym elementem twórczości są melorecytacje. Brzmienie często było porównywane z Mogwai i Arab Strap.

## Historia
Zespół założyli w roku 1999 studenci Oxford University: Tim Croston (klawisze), Pete Williams (gitara), James Shames (gitara), Emily Gray (wokal), Ed Carder (wokal) oraz Mark Halloran (gitara, automat perkusyjny). Pod koniec roku zespół opuścił Ed Carder, a jego miejsce zajął basista Ollie Clueit.
Pierwszym nagraniem był split z zespołem Moonkat, na którym zamieszczono utwór "Morning After Pill". 

## Dyskografia
- Indian Ink (2001, Jitter)
- My Elixir; My Poison (2003, Truck Records)